# 杰斐逊城 (密苏里州)
杰斐逊城（英語：Jefferson City）是美国密蘇里州州府、科爾縣縣治。位於該州中部、密蘇里河南岸。在美國2020年人口普查中，它的人口為 43,228 人，在該州人口最多的城市中排名第15。它是杰斐逊城大都會區的主要城市，是密蘇里州中部人口第二多的大都會區和該州第五大都會區。城市大部分位於科爾縣，北部有一小部分延伸到卡拉威縣。杰弗遜城以美國第三任總統湯瑪斯·杰斐逊命名。

## 友好城市
- 德国明希贝尔格